# Чуханлы (Гобустанский район)
Чуханлы (азерб. Çuxanlı) — село и муниципалитет в Гобустанском районе Азербайджана. Население Чуханлы составляет 757 человек.

## История
Чуханлы — одно из небольших сел Гобустанского района. Село в административно-территориальной единице Текла Гобустанского района Чуханлы. Он расположен в истоковой части Аджичая, в гористой местности. Это связано с названием племени чуханлы. Это этнотопоним.

## Демография
По переписи 2009 года в селе проживает 850 человек.